# 罗宇皓
罗宇皓（1989年—），江西抚州人，中国大陆企业家、游戏制作人，大学毕业自上海交通大学，是米哈游的三位创始人之一，现任米哈游副总裁，彼亦担任米哈游间接子公司兼海外代理人识隙之城的法定代表人。

## 生平
2005年，罗宇皓考入上海交通大学电子信息与电气工程学院。
2011年，罗宇皓与校友刘伟、蔡浩宇等人在上海交通大学闵行校区D32宿舍创办米哈游工作室，打算开发一个主打自由写作的开源文学社区项目，项目在中科院科技创新大赛中获奖，之后团队又开发游戏引擎“Misato”。团队的最初目标是“国内ACG领域的空缺，打造国内同人游戏品牌”。早期公司几乎没有获得外部融资，直到2014年米哈游公司才因为《崩坏学园2》的成功得到发展。
2011年之后一直到2023年，罗宇皓与刘伟、蔡浩宇一同负责米哈游公司的运转。2023年，蔡浩宇离开米哈游在中国大陆总部的管理职位，转而负责米哈游中国大陆以外业务的公司HoYoverse的管理职能。罗宇皓的工作重心也随之转移至米哈游公司在上海总部的运转业务。